# Улица Островского (Казань)
Улица Островского (тат. Островский урамы) — улица в Вахитовском районе Казани, частично находящаяся в историческом районе Суконная слобода.

## География
Начинается от улицы Мусы Джалиля, пересекает улицы Кави Наджми, Астрономическую, Университетскую, Пушкина, Николаева, Артёма Айдинова, Ульянова-Ленина, Хади Такташа, Туфана Миннулина, Суконную, и заканчивается пересечением с улицей Нурсултана Назарбаева; далее продолжается как улица Качалова. Ранее пересекалась с Текстильной улицей и переулками Угловым и Химическим.

## История
Во времена Казанского ханства начальная часть улица была занята городом, в средней её части находилась Армянская слобода. После захвата Казани русскими в XVI веке в начальной части улицы возникли Вешняковская и Новая (Богоявленская) слободы, южнее в XVII веке возникли Кирпичная, Гавриловская и Суконная слободы. В конце XVIII века улица имела деревянную застройку; к началу второй половины XIX века начальная часть улицы (до Рыбнорядской улицы) была застроена каменными домами; деревянная застройка продолжала сохраняться на улице до начала XXI века. В начале XX века на улице в разное время находились: Казанское губернское по воинской повинности присутствие, Казанское купеческое собрание, Казанское отделение Вольно-экономического общества, Ольгинский детский приют и училище при нём.
До революции улица состояла из двух частей:
- участок между современными улицами Мусы Джалиля и Туфана Миннулина имел название Вознесенская улица и административно относился к 1-й и 3-й полицейским частям[9][10].
- участок между современными улицами Туфана Миннуллина и Нурсултана Назарбаева имел название Узенькая улица и административно относился к 3-й полицейской части[9][10].

23 сентября 1924 года улице было присвоено современное название.
После введения в городе деления на административные районы входила в состав Бауманского (до 1935), Бауманского и Молотовского (1935—1942), Бауманского, Молотовского и Свердловского (1942—1956), Бауманского (1956—1973), Бауманского и Вахитовского (1973—1994) и Вахитовского (с 1994) районов.

## Примечательные объекты
- № 1/6 ― жилой дом Промышленности (архитектор Рашид Муртазин[тат.], 1946—1949 гг.). В этом доме в разное время проживали композитор Назиб Жиганов, министр культуры ТАССР Хаджи Рахматуллин и заслуженный деятель науки Татарской АССР Раиса Абдрахманова[26][27].
- № 2 — дом Арианова-Тельпугова (первая треть XIX века).[28] В этом доме проживал краевед Илиодор Износков.[29]
- № 4 — здание номеров П. С. Барабанова (конец XIX века). В этом доме в 1929—1953 годах жил писатель Тази Гиззат[30].
- № 5/48 ― здание театра имени Качалова.[31]
- № 6 — дом Гейст (XIX век). В этом доме в 1919—1920 годах находилась Центральная мусульманская военная коллегия и её печатный орган (газета «Кызыл Армия[тат.]»), а в 1941—1942 годах жил писатель Джованни Джерманетто[32].
- № 9/3 — дом коммунальников (1936—1939 гг.).[33] В этом доме во время Великой Отечественной войны (ВОВ) жили писатели Владимир Бахметьев и Самуил Маршак, в разное время проживали заместитель министра сельского хозяйства ТАССР Маннаф Айтуганов, редактор республиканской чувашской газеты «Хĕрлĕ ялав[тат.]» Исаак Скворцов[тат.], нарком земледелия ТАССР Шафик Абсалямов,[34] народный артист ТАССР Усман Альмеев[35], художник, лауреат премии им. Тукая Надир Альмеев, ректор высших учебных заведений в Нижнекамске и Раменском Владимир Живетин[тат.].[27]
- № 10/4 — здание купеческого собрания (1824 г., перестроено в 1908 г.). После революции в этом здании был расположен «Восточный клуб», в 1920-е годы проживали актёры и режиссёры Мухтар Мутин и Нури Сакаев[тат.], а с 1940 года располагается Казанский театр юного зрителя.[36]
- № 11/6 — здание Клячкинской больницы.[37] В здании 15 апреля 1913 года скончался поэт Габдулла Тукай, в 2005—2023 годах было расположено Министерство здравоохранения Республики Татарстан, а с 2023 года — татарстанское отделение «Движения первых».[38][39]
- № 12 ― здание складов (1830-е годы).
- № 13 (снесён) — в этом доме в первые годы советской власти располагалось марийская секция Казанского губкома РКП(б) и Казанское центральное издательство «Мари», издававшее газеты «Йошкар кэчэ» на марийском языке и «Тӧр»[тат.] на горномарийском языке.[40]
- № 14 — дом В. О. Бердникова — С. Н. Максуди (вторая половина XIX века, перестроен в 1904 г.).[41] В этом доме в 1913—1918 годах жил учёный и государственный деятель Садри Максуди.
- № 15 ― дом З. В. Журавлёва (1908 г.).[42] В этом доме жили писатель Шариф Камал (в 1928—1942 гг.) и педагог Нургали Надиев[тат.] (в 1925—1940 гг.), а ныне расположены Дом татарской книги и Музей-квартира Шарифа Камала[тат.]*.
- № 18/6 — дом Д. К. Гуревича (архитектор Пётр Романов, 1881 г.).[43]
- № 20 — усадьба Тихомирнова (середина XIX века).[44] В доме № 20 в первые годы советской власти располагались Казанский губернский отдел по делам национальностей.[40]
- № 23, 25 — дома Шамова.[45]. В доме № 25 жил купец и благотворитель Яков Шамов.
- № 34/4 — жилой дом швейной фабрики № 4 (архитектор В. Луговская, 1950-е гг.).[46][47]
- № 36/3 — жилой дом п/я 423 (1953—1954 гг.)[46].
- № 39/6 — дом, середина XIX века. В здании располагались: Казанский меховой техникум, эвакуационный госпиталь № 3645 (во время ВОВ), Казанский учебно-консультационный пункт Всесоюзного заочного института текстильной и лёгкой промышленности.[48]
- № 43/5 — жилой дом п/я 490 (архитекторы Георгий Солдатов[тат.] и Павел Саначин, 1950—1952 гг.).[46]
- № 45/2 — ЦУМ (архитектор В. А. Петров, 1961 г.).[46]
- № 53 — доходный дом А. С. Меркулова — С. С. Губайдуллина (1913 г.).[49] Во время ВОВ в здании располагался эвакуационный госпиталь № 3645.[48]
- чётная сторона, между улицами Пушкина и Николаева — сквер Тукая[50].
- чётная сторона, между домом № 38 и улицей Айдинова — парк Тысячелетия[50].
- № 73 — католический храм Воздвижения Святого Креста (2005—2008 гг.).[51]
- угол улиц Островского и Айдинова — Баскет-холл.
- № 81 — старообрядческий храм Казанской иконы Пресвятой Богородицы.[52]
- № 88 — жилой дом ТЭЦ-1.[47]
- № 99 — здание суконной мануфактуры (середина XVIII века).[53]

### Утраченные
- угол улиц Островского и Мусы Джалиля ― Николо-Вешняковская церковь[тат.].[54]
- угол улиц Островского и Кави Наджми — Вознесенская церковь[тат.].[55]

## Транспорт
- На улице расположены остановки общественного транспорта «Сквер Тукая», «Айдинова» и «Театр кукол», на которых останавливаются как автобусы, так и троллейбусы. Ближайшие станции метро — «Кремлёвская», «Площадь Тукая» и «Суконная слобода».

### Трамвай
Трамвайный маршрут № 4 («Ж/д вокзал» — «Суконная слобода») начал ходить по улице в 1940 году, когда на участок между улицами Пушкина и Текстильной рельсы были перенесены сюда с улицы Свердлова. Кроме того, не позднее 1950-х годов на участке между улицами Пушкина и Университетская имелось разворотная петля трамвая № 5 (а с 1970-х годов — и маршрута № 12). С 1953 года по улице открыто движение маршрута № 6 («Газовая» — «Макаронная фабрика»/«Кызыл Татарстан») и, с 1959 года, — маршрута № 10 («Газовая» — «Искож», до 1965 года). В 2005 году рельсы с улицы были сняты, а трамвайные маршруты № 4, 6 — ликвидированы. Тремя годами ранее, в 2002 году, была ликвидирована разворотная петля у комбината «Здоровье».

## Известные жители
В разное время на улице проживали председатель Казанского окружного суда Людвиг Грасс, купец Иван Журавлёв, генерал-майор Виктор Качинский, биохимик Алексей Панормов, сенатор Николай Шульгин, краевед Илиодор Износков, математик Платон Граве, генерал-лейтенант Михаил Толубаев, профессор КазДА Николай Писарев, физиотерапевт и невропатолог Григорий Клячкин, педиатр Иннокентий Быстренин, филолог Леонид Пономарёв, церковный историк Павел Лапин, Герой Советского Союза Михаил Чирков, директор ТНИИЯЛИ Хасан Шабанов.

### Комментарии
1. ↑  существовала в XVI веке
2. ↑  существовала в XVI–XVII веках